# NGC 3775
NGC 3775 est une galaxie lenticulaire située dans la constellation de la Coupe. NGC 3775 a été découverte par l'astronome britannique Andrew Ainslie Common en 1880.

## Caractéristiques
Sa vitesse par rapport au fond diffus cosmologique est de 6 994 ± 47 km/s, ce qui correspond à une distance de Hubble de 103,2 ± 7,3 Mpc (∼337 millions d'al).